# Beth Hirsch
Beth Hirsch (Tampa, 18 ottobre 1967) è una cantautrice statunitense.
È conosciuta per aver collaborato con gli AIR nell'album Moon Safari. Il suo primo album solista, Early Days, è stato pubblicato nel 2000, seguito da Titles & Idol nel 2001. Dopo una serie di collaborazioni con artisti tra cui Pale 3, Jakatta e D*Note, la Hirsch ha pubblicato il suo terzo album, Wholehearted, nel 2007.

## Discografia

### Album
- 2000 – Early Days (!K7)
- 2001 – Titles & Idols (!K7)
- 2007 – Wholehearted (Electric Bee)

### Singoli ed EP
- 1998 – Miner's Son (Artefact)
- 1999 – P-Town Rubies EP (Dorado)
- 2000 – Life Is Mine (!K7)
- 2001 – Nest Sensation (!K7)
- 2008 – Indelibly You (Electric Bee)
- 2010 – Something to Tell /So Many Things (Ho-Hum)

## Collaborazioni
- D*Note - D*Note (1997).
- Wasis Diop - Toxu (1998), in Everything (...Is Never Quite Enough)
- AIR - Moon Safari (1998), in All I Need e You Make It Easy
- Marc Collin - colonna sonora del film Les Kidnappeurs (1998), nel tema principale
- Pale 3 - colonna sonora del film La principessa + il guerriero, in The Tunnel
- Jakatta - Visions (2002), in One Fine Day e Home Away from You
- Pale 3 nella colonna sonora del film Crash - Contatto fisico (2005), in Arrival
- D*Note - Laguna (2006), in Everybody Loves the Sunsine, Wichita Lineman, At Last I'm Free, How Long, Guinevere, Edit and the Kingpin, Then Along Came You e Being Alive
- A.A.V.V. - Café del Mar, vol.15 (2008), in Under My Star con Gelka
- Rosita Kess - Northern Sky (2011), in Northern Sky
- Karmacoda - Eternal (2011), in Love Will Turn Your Head Around
- Solar Bears - Supermigration (2013), in Our Future Is Underground